# Bouvardia leiantha
Bouvardia leiantha är en måreväxtart som beskrevs av George Bentham. Bouvardia leiantha ingår i släktet Bouvardia och familjen måreväxter. Inga underarter finns listade i Catalogue of Life.